# Persische Kosakenbrigade

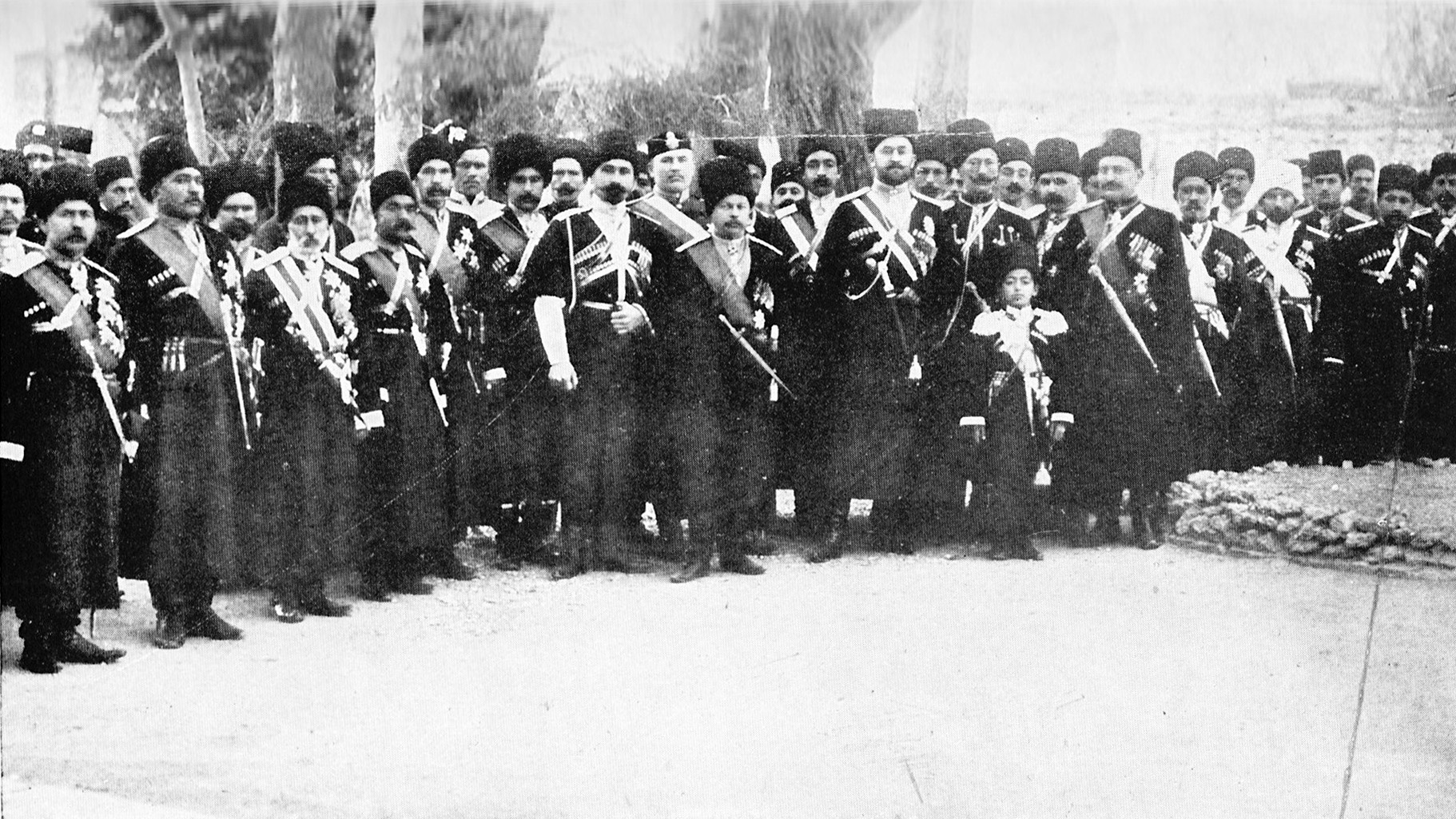
Offiziere der Persischen Kosakenbrigade, 1909

Die Persische Kosakenbrigade (persisch بریگاد قزاق Berīgād-e qazzāq) war ein 1879 gegründeter persischer militärischer Verband, der zunächst ausschließlich von russischen Offizieren befehligt wurde. Die Brigade diente als Leibgarde des Schahs sowie dem Schutz des russischen Gesandten. Die Finanzierung der Brigade erfolgte über Zolleinnahmen Nordpersiens, die von der russischen Banque d’Escompte dem Kommandeur der Brigade jährlich überwiesen wurden (zunächst 342.000 Toman, ab 1913 900.000 Toman (3,6 Mio. ℳ, Wert 1913)).

## Gründungsgeschichte
Die Gründung der persischen Kosakenbrigade war Teil eines Modernisierungsprozesses der persischen Streitkräfte, der mit Hilfe ausländischer Militärexperten umgesetzt worden ist.
Aufgrund der guten Beziehungen des ersten Dolmetschers von Naser al-Din Schah, des Armeniers Mirza Dawud (David) Khan, zum Hof in Wien wurde zunächst eine Österreichisch-ungarische Militärmission angeworben. Die österreichischen Offiziere mühten sich zwar redlich, eine Infanterie- und eine Artillerieeinheit aufzubauen, scheiterten aber letztlich an den Widrigkeiten des Klimas und der mangelnden finanziellen Unterstützung des österreichischen Staates.
Auf seiner zweiten Europareise im Jahre 1878, die ihn auch nach Berlin führen sollte, besuchte Naser al-Din Schah als erstes St. Petersburg. Von den ihn ab der russischen Grenze begleitenden Kosaken war er aufgrund ihrer schmucken Uniformen, ihrer präzise ausgeführten Befehle und ihrer modernen Bewaffnung so angetan, dass er den ihn begleitenden Großfürsten Michael Nikolajewitsch Romanow bat, ihm einige russische Offiziere zu senden, die eine vergleichbare Truppe in Persien aufbauen sollte. Die zaristische Regierung in St. Petersburg sah eine Möglichkeit, den russischen Einfluss in Persien auszubauen und sagte umgehend zu. Man bestimmte Oberstleutnant Alexei Domontowitsch zum Leiter dieser Mission. Er begann mit der Hilfe weiterer Offiziere im April 1879 ein Kosakenregiment aufzubauen. Die Ergebnisse übertrafen offensichtlich die Erwartungen von Naser al-Din Schah, so dass er noch im Sommer desselben Jahres beschloss, das kleine Regiment auf die Stärke einer Brigade zu bringen.
Die Stärke der Einheit variierte über die Zeit. Waren zunächst 400 Mann als Kavallerie-Regiment ausgebildet worden, schrumpfte die Einheit bald wieder auf 300 Mann. 1884 wurde mit vier von der russischen Armee überlassenen Kanonen eine kleinere Artillerieeinheit aufgebaut. Dank weiterer Zuwendungen durch den Schah waren um 1900 zirka 1.500 Mann aufgeteilt auf zwei Regimenter bei der persischen Kosakenbrigade. Zehn Jahre später war die Brigade bereits auf 8.000 persische Offiziere und Mannschaften zu einer um eine Infanterieeinheit erweiterten Division angewachsen. Die Brigade und später die Division wurde von Beginn an bis 1920 von russischen Offizieren kommandiert. Bei der Gründung standen neun russische Offiziere im persischen Sold. 1920 waren es mehr als 120.
Der persische Kosakenverband litt unter der ständigen Geldknappheit des Hofes. Ferner war der Streit zwischen der russischen Botschaft in Teheran und den russischen kommandierenden Offizieren programmiert. Das zaristische Russland erwartete von den russischen Offizieren, die von Persien bezahlt wurden, Rücksichtnahme auf die politischen Interessen des zaristischen Russlands.
1891, in dem Jahr, in dem Reza Khan seinen Dienst bei der Artillerieeinheit der Kosakenbrigade begann, brach in Persien bzw. Iran eine Choleraepidemie aus. 1895 war die Truppe personell stark dezimiert und so heruntergekommen, dass Naser al-Din Schah überlegte, sie nur noch als Ehrengarde einzusetzen, die russischen Offiziere gänzlich zu entlassen und durch deutsche Offiziere zu ersetzen. Seit dem Sieg des Deutschen Reiches über Frankreich 1871 hatten die deutschen Militärs in Persien einen legendären Ruf.

## Einsatzgeschichte
Während der ersten 17 Jahre ihres Bestehens hatte die persische Kosakenbrigade keine fest umrissene Aufgabe. Der Kommandeur unterstand der kaukasischen Kosakendivision in Tiflis. Von persischer Seite erhielt er seine Befehle vom Schah direkt. Auch nach der konstitutionellen Revolution war die Brigade nicht dem neu geschaffenen Verteidigungsministerium unterstellt. Darüber hinaus war die Brigade an die Richtlinien und Anweisungen der russischen Botschaft in Teheran gebunden.
Ab 1896 wurde sie zur Wahrung der inneren Sicherheit eingesetzt. Kleinere Einheiten wurden in den einzelnen Provinzen unter dem Kommando des Provinzgouverneurs stationiert. Die erste Bewährungsprobe kam am 1. Mai 1896 nach dem tödlichen Attentat auf Naser al-Din Schah. Premierminister Ali Asghar Khan Atabak rief eine Abteilung der Kosaken zur Aufrechterhaltung von Recht und Ordnung nach Teheran. Die Kosakenbrigade sicherte zentrale Einrichtungen der Regierung sowie die russische Botschaft und die Teheraner Zweigstelle der russischen Staatsbank bis zum Amtsantritt von Mozaffar ad-Din Schah. 1901 wurden die Kosaken vom Gouverneur von Fars zur Niederschlagung eines regionalen Aufstandes zu Hilfe gerufen.
Während der konstitutionellen Revolution geriet die Kosakenbrigade unter heftige Kritik wegen ihrer pro-russischen Haltung. Der Botschafter Russlands Nikolai Hartwig und der Kommandeur der Kosaken Vladimir Liakhov unterstützten Mohammed Ali Schah bei seinem Versuch, das Parlament aufzulösen und die alte absolutistische Ordnung wiederherzustellen. Ljachow wurde vom Schah zum Militärgouverneur von Teheran ernannt. Liakhov beschoss das Parlamentsgebäude und die nahegelegene Moschee. Bei dem Angriff kamen mehrere hundert Unterstützer der konstitutionellen Bewegung ums Leben. Mehr als 400 Kosaken beteiligten sich auch an der Belagerung von Täbriz, deren Einwohner sich unter der Führung von Sattar Khan erfolgreich gegen Mohammed Ali Schah wehrten und am Ende der konstitutionellen Bewegung zum Sieg verhalfen.
Nachdem sich Mohammed Ali Schah ins Exil nach Russland begeben hatte, versicherte Liakhov der konstitutionellen Regierung seine Loyalität und unterstützte 1911 den Putschversuch Mohammed Ali Schahs gegen die konstitutionelle Regierung nicht. Allerdings blieb das Verhältnis zur konstitutionellen Regierung weiter gespannt, sodass das Parlament 1911 beschloss, mit Hilfe schwedischer Offiziere einen weiteren militärischen Verband, die Gendarmerie, aufzubauen. Die dem Innenministerium unterstellten Gendarmen hatten den Auftrag, die Sicherung der Überlandstraßen zu übernehmen.
Nach der Oktoberrevolution 1917 und dem Zusammenbruch der russischen Monarchie blieb die Mehrheit der russischen Offiziere in persischen Diensten. Ab 1920 finanzierte die britische Regierung die persischen Kosaken mit 60.000 Toman pro Monat und setzte sie gegen kommunistische Bewegungen im Norden Persiens ein. Nachdem der russische Bürgerkrieg zu Gunsten der kommunistischen Bewegung entschieden war, und die Weiße Armee sowie die sie unterstützenden britischen Truppen sich aus Russland nach Iran zurückzogen, waren die Briten aus Sicherheitsgründen daran interessiert, die russischen Offiziere durch persische Offiziere zu ersetzen. Das war die Stunde von Reza Khan, der als einfacher Soldat in der persischen Kosakenbrigade begonnen und es bis zum Offizier gebracht hatte. Nach Gesprächen mit Ahmad Schah und General Ironside, der nach Iran gekommen war, um den Rückzug der britischen Truppen (NORPERFORCE) zu leiten, wurde Reza Khan im Oktober 1920 zum Oberkommandierenden der persischen Kosaken bestimmt. Die verbliebenen 120 russischen Offiziere wurden entlassen und vollständig durch persische Offiziere ersetzt.

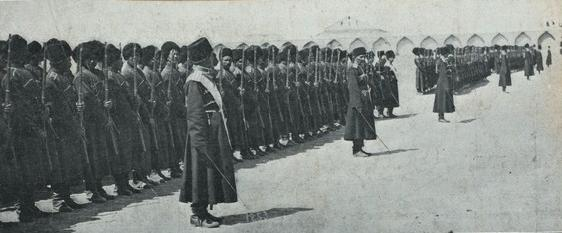
Persische Kosakenbrigade, ca. 1920

In dieser Zeit wurden die persischen Kosaken gegen kommunistische Bewegungen im Norden Irans insbesondere gegen die Dschangali-Rebellen unter der Führung Mirza Kutschak Khans, die im Juni 1920 eine iranische Sowjetrepublik ausgerufen hatten, und gegen die Khiabani-Rebellen im iranischen Teil Aserbaidschans, die unter Führung von Scheich Mohammed Khiabani den unabhängigen Staat Azadistan ausgerufen hatten, eingesetzt. Während die persischen Kosaken gegen Khiabani erfolgreich blieben, mussten sie sich gegen Mirza Kutschak Khan zunächst geschlagen geben, und nach Qazvin zurückziehen. Die Niederlage gegen die iranische Sowjetrepublik nährte das Misstrauen der Briten gegenüber den kommandierenden russischen Offizieren und führte letztlich zu deren Ablösung und der Beförderung Reza Khans zum Brigadegeneral (mīrpanj). Die persischen Kosaken waren jetzt vollständig unter britischer Kontrolle.

## Der Putsch vom 21. Februar 1921
Das Hauptquartier der persischen Kosaken wurde in Qazvin eingerichtet. Von dort aus besetzten am 21. Februar 1921 die Kosaken unter dem Kommando von Reza Khan Teheran und stürzten die Regierung unter Premierminister Fathollah Akbar Sepahdar. Seyyed Zia al Din Tabatabai wurde von Ahmad Schah Kadschar zum neuen Premierminister ernannt. Mit der Unterstützung Seyyed Zias machte Reza Khan die persischen Kosaken wieder zu einer schlagkräftigen Division und besiegte sowohl die Truppenteile der roten Armee, die den Norden Irans besetzt hatten, als auch die Jangali-Bewegung, die unter der Führung von Mirza Kutschak Khan im Juni 1920 eine autonome sowjetische Republik Iran ausgerufen hatte. Auch Kurdistan und Aserbaidschan waren dank Reza Khan, der inzwischen den Titel Sardar Sepah (Oberbefehlshaber) führte und Verteidigungsminister geworden war, wieder unter der Kontrolle der Zentralregierung.

## Gründung der iranischen Armee
Nach dem Rücktritt Seyyed Zias wurde Ahmad Qavam Premierminister. Reza Khan blieb Verteidigungsminister. Mit der Übernahme des Verteidigungsministeriums begann Reza Khan die dem Innenministerium zugeordneten und nach wie vor von schwedischen Offizieren kommandierten Gendarmen in die zunächst nur aus Kosaken bestehende, neue iranische Armee zu integrieren. In dem geplanten zweiten Schritt, die South Persian Rifles, eine unter britischem Kommando stehende und im Süden Irans zum Schutz der von den Briten in Abadan betriebene Ölanlagen stationierte Militäreinheit, in die neu geschaffene Armee zu übernehmen, lehnten die Briten ab. Sie lösten die Truppe auf. Der Prozess der Übernahme aller im Iran operierenden militärischen Gruppierungen in die neu geschaffene iranische Armee war 1925 abgeschlossen. Am Ende betrug die Truppenstärke der unter rein persischem Kommando stehenden iranischen Armee 40.000 Mann. Mit der Schaffung einer nationalen Armee durch Reza Khan hörte die Kosakenbrigade als eigenständiger militärischer Verband auf zu bestehen.

## Standorte
Größere Standorte
- Täbris, Rascht, Maschhad, Teheran, Isfahan

Kleinere Standorte
- Hamadan, Bandar Anzali, Kermanschah